# Toshihiko Fukui
Toshihiko Fukui (jap. 福井 俊彦 Fukui Toshihiko; ur. 7 września 1935 w Osace) – były gubernator (prezes) Banku Japonii i członek rady dyrektorów Banku Rozrachunków Międzynarodowych (Bank of International Settlements).
Absolwent Uniwersytetu Tokijskiego. Przed prezesurą przez 40 lat pracował w Banku Japonii. Funkcję gubernatora banku centralnego pełnił od 20 marca 2003 do 19 marca 2008. Jego następcą został Masaaki Shirakawa.